# 인어가 잠든 집
《인어가 잠든 집》(일본어: 人魚の眠る家)은 히가시노 게이고의 2015년작 장편소설로, 작가의 데뷔 30주년 기념 작품이다. 딸의 뇌사라는 비극과 맞닥뜨린 부부의 충격적인 선택을 그린다. '죽음'을 판정할 수 있는 기준은 무엇이며, '사랑'이라는 이유로 인간이 어디까지 시도할 수 있을지 묻는 소설이다. 대한민국에는 2019년 출간되었고, 번역자는 김난주이다.
2018년에 츠츠미 유키히코 연출, 시노하라 료코 주연으로 영화화되었다.

## 등장인물
- 하리마 가오루코(播磨薫子)
- 하리마 가즈마사(播磨和昌)
- 하리마 미즈호(播磨瑞穂)
- 하리마 이쿠토(播磨生人)
- 호시노 유야(星野祐也)
- 가와시마 마오(川嶋真緒)
- 미하루(美晴)
- 치즈코(千鶴子)
- 와카바(若葉)
- 신도(進藤)
- 에노키다 히로키(榎田博貴)
- 하리마 다쓰로(播磨多津朗)
- 소고(宗吾)